# Iosif Sterca-Șuluțiu

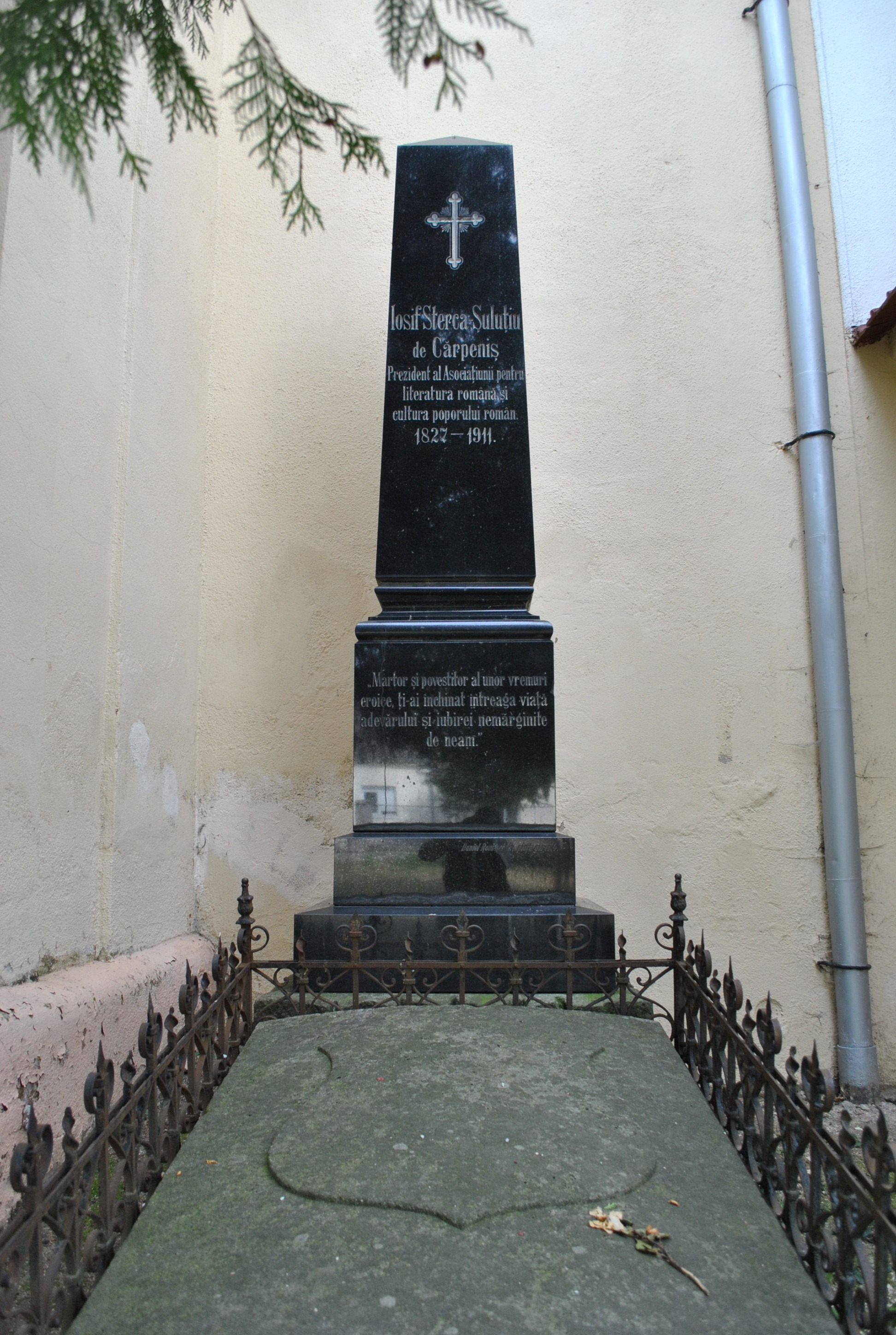
Mormântul lui Iosif Sterca-Șuluțiu, cimitirul Bisericii Greco-Catolice din Sibiu

Iosif Sterca-Șuluțiu (n. 10 septembrie 1827, Câmpeni – d. 1911, Sibiu) a fost un jurist, tribun, istoric, deputat, președinte al Băncii Albina, vicepreședinte al Astrei, vicecomite.

## Biografie
S-a născut la Câmpeni într-o familie română de origine nobiliară. A fost fiul lui Ioan Sterca-Șuluțiu și nepotul de unchi al mitropolitului Alexandru Sterca-Șuluțiu. A studiat la Cluj, Târgu Mureș și Pesta. Între 1849-1861 a ocupat mai multe funcții în administrație. În 1861 a fost ales vicecomite al comitatului Cetatea de Baltă. Între 1863-1864 a fost deputat în Dieta de la Sibiu, iar din 1869 a fost consilier de tribunal până în 1881, când a ieșit la pensie.
În 1884 a fost membru în comitetul național. A fost președinte al Banca Albina din Sibiu și vicepreședinte al Astrei.
Ca istoric și publicist, a scris și publicat numeroase scrieri, mai ales istorice, care au fost publicate în Gazeta de Transilvania, Federațiunea, Tribuna și Transilvania. Șuluțiu a mai publicat și un „Memoriu” istorico-politic, în 6 volume, precum și o biografie a lui Avram Iancu. A colaborat și la redactarea Enciclopediei Române „Astra”. Este înmormântat în curtea Bisericii dintre Brazi din Sibiu, strada Reconstucției, numărul 17, care are hramul Sfinții Apostoli Petru și Pavel.
Descendenți ai familiei Sterca-Șuluțiu trăiesc și astăzi.

## Opera
- O lacrimă fierbinte, Brașov, 1877 (despre luptătoarea pentru drepturile iobagilor români din Munții Apuseni, Ecaterina Varga).